# Turdus Solitarius
Turdus Solitarius fue una constelación creada en 1776 por el astrónomo Pierre Charles Le Monnier. Representaba un tordo o un mirlo solitario, siendo posteriormente reemplazada por la constelación de Noctua (el búho). Se encontraba al final de la cola de Hidra (la serpiente marina), justo debajo de Libra. Actualmente no tiene reconocimiento oficial y sus estrellas están de nuevo repartidas entre Hidra y Libra.
Le Monnier dijo que introdujo la constelación en memoria del viaje a la isla Rodrigues, en el océano Índico, por otro francés, Alexandre-Guy Pingré, quien observó el tránsito de Venus desde allí en 1761. Sin embargo nunca explicó porque escogió esta ave. Bode cambió su nombre por Turdus Solitarius en su atlas Uranographia de 1801.
El científico británico Thomas Young rebautizó con el nombre de Mocking Bird la constelación en su mapa de 1806, mientras que el astrónomo inglés aficionado Alexander Jamieson lo cambió por Noctua, el búho, en su Celestial Atlas de 1822. Jamieson dijo que era extraño que ninguna de estas aves fueran colocadas entre las constelaciones "teniendo en cuenta la frecuencia con que se encuentra tallada en todos los monumentos de Egipto".